# 서영택 (성악가)
서영택(1993년 2월 1일 ~ )은 대한민국의 성악가(테너)이자 크로스오버 보컬그룹 포르테나의 멤버이다. 테너 성부 중에서도 가장 높은 음역대를 소화하는 가볍고 유연한 음색의 레쩨로(leggiero)테너이다. 태양처럼 강렬하고 청량한 음색으로 다양하고 폭넓은 레퍼토리를 구사한다.
한국예술종합학교 음악원에서 성악을 전공하였으며, 파리국립고등음악무용원 성악과에서 3년 과정을 2년 만에 마치며 최우등 졸업을 하였다.
프랑스에서 오페라가수와 솔리스트로 활동하다가 2023년 JTBC에서 방영한 팬텀싱어4에 출연하여 이동규, 오스틴 킴, 김성현과 포르테나를 결성하여 준우승을 차지하였다.
2024년 뮤지컬배우로 데뷔하여 성악가로서 뿐 아니라 폭 넓은 활동을 하고 있다.

## Répertoire 참여앨범 및 음원

#### 솔로앨범
- 디지털 싱글 <LoveSpell>

#### 팬텀싱어4
- 프로듀서 예심: <Non, je ne regrette rien>

- 본선 1라운드: 포지션 배틀 <D'istinto e di cuore>

- 본선 2라운드:듀엣 <La fine di un addio>

- 본선 3라운드:트리오 <Call on me>
- 본선 4라운드:사중창 <나 하나 꽃 피어>
- 본선 5라운드:사중창 <O Tú, O Ninguna>

- 결승1라운드 1차<Neapolis>
- 결승1라운드 2차 <Demain n'existe pas>
- 결승 2라운드 1차 <ll profumo del cielo>
- 결승 2라운드 2차 <Buona Fortuna>

#### 포르테나 앨범
- 포르테나 싱글1집 <Miracle 우리라는 기적>
- 포르테나 미니1집 《KINGDOM》
- 디지털 싱글 <Hard To Say I'm Sorry>
- 디지털 싱글 <Core'Ngrato>

#### 커버영상,방송참여
포르테나
- "ETA" NewJeans(뉴진스)|포르테나
- "첫 만남은 계획대로 되지않아" TWS(투어스)|포르테나
- "Shopper" 아이유(IU)|포르테나

서영택
- "Padam, padam" Edith Piaf|서영택
- "연" 이원주 작곡|서영택
- "La fleur que tu m’avais jetée" 오페라 카르멘|서영택
- "첫사랑" 김효근 작곡|서영택

## 방송

### TV
- JTBC 팬텀싱어4 (2023) - 준우승
- JTBC 톡파원 25시 72회 '서영택 & 오스틴 킴'과 함께하는 랜선 여행' (2023)
- JTBC 아는형님 400회 (2023) -포르테나 출연

- 2023 오페라 갈라랜드 -포르테나

- MBC TV 예술무대 538회 (2023) -포르테나 출연

- KBS 열린음악회

```
24.01.28 방송 -포르테나 출연

24.03.10 방송 -포르테나 출연

24.05.26 방송 -포르테나 출연

24.11.17 방송 -포르테나 출연

25.03.10 방송 -포르테나 출연
```

- KBS 불후의명곡

```
628회 윤형주 김세환편 -포르테나 출연(2023)

652회 최수종편 -포르테나 출연(2024)

662회 윤종신편 -포르테나3인 출연(2024)

676회 신해철편 -포르테나 출연(2024)
```

- 열린예술무대 뒤란

```
- 23년 9월
- 24년 6월
```

#### 라디오
- 윤정수 남창희의 미스터 라디오 (2023.06)
- 박소현의 러브게임 (2023.06)
- 김현정의 뉴스쇼 (2023.06)
- 박명수의 라디오쇼 (2023.07)
- 임백천의 백뮤직 (2023.07)
- 두시탈출 컬투쇼 (2023.07)
- 허지웅 쇼 (2023.07)
- 박명수의 라디오쇼 (2023.12)
- KBS 클래식FM.KBS음악실 (2024.12)
- 임백천의 백뮤직 (2024.01)
- 두시탈출 컬투쇼 (2024.01)
- 권은비의 영스트리트 (2024.01)
- 유민상의 배고픈 라디오 (2024.01)
- 최영주의 아침편지 (2024.03)

#### 유튜브
- 회전문 EP.01 베르사유의 장미(2024.09)
- 크로술오버 ep 05.포르테나

## 공연

### 오페라
- 리골레토 (Rigoletto) (2015)
- 코지 판 투테 (s 슬픈 ì fan tut]te) (2018)
- 사랑의 묘약 (L'Elisir d'Amore) (2021)
- 박쥐 (오페레타) (Die Fledermaus) (2022)
- 라 체네렌톨라 (La Cenerentola) (2022)

### 콘서트
- 오라토리오 천지창조 (하이든) (Die Schöpfung) (2014)
- 과거와 현재의 끝없는 대화 : 3.1절과 임시정부 수립 백주년 기념 콘서트 (2019)
- 오라토리오 카르미나 부라나 (Carmina Burana de Carl Orff (2019)
- Concert de Nouvel An Au Prieuré du Mont-saint-Michel (2020)
- Concert Solidaire Fonds Unisson (2021)
- Les Concerts au Coucher de Soleil - Concert Lyric "Decouverte Jeunes Talents" (2022)
- 오라토리오 스타바트 마테르 (드보르자크) (Stabat Mater Dvořák) (2022)
- <팬텀싱어4> 전국투어 갈라콘서트 (2023)
- 2023 PLACIDO DOMINGO CONCERT IN SEOUL (2023)
- 유키구라모토와 친구들 (2023)
- <팬텀싱어4> 콘서트 리베란테X포르테나 전국투어 (2023.11~2024.01)
- WONDERLAND THEATRE 2024 (2024)
- 포르테나 단독콘서트 (2024)

```
  Empire in 서울,대구,부산
```

- 포르테나 & CINEMA CONCERT (2024)
- 봄의 클래식 콘서트 with 포르테나 (2024)
- 2024 뮤직 파라디소 청주콘서트 (2024)
- 〈 EUNOIA 〉 크로스오버 콘서트 in 김광석 서울 (2024)
- 엔니오 모리꼬네 영화음악 콘서트 with 포르테나 (2024)
- 2024 The Masterpiece Concert (2024)
- 〈 EUNOIA 〉 크로스오버 콘서트 in 김광석 부산 (2024)
- 2024 크레디아 파크콘서트 - 유키구라모토/대니구/포르테나 (2024)
- 〈 EUNOIA 〉 크로스오버 콘서트 in 김광석 대구 (2024)
- 〈 Le Chemin de Voyage 〉단독 리사이틀   (2025 2월)
- 강경신 반주리사이틀 참여 (2025 2월)

뮤지컬
- 베르사유의 장미 (2024) 베르날 샤틀레 역

## 그 외 활동
축제 등
- 세계스카우트 잼버리 K-POP SUPER LIVE (2023)
- 2023 슈퍼모델 선발대회 (2023)
- 2023 서리풀페스티벌 (2023.09)
- 파발제 은평누리축제 (2023.10)
- 고창 모양성제 (2023.10)
- 경기도 예술이음 콘서트 (2023.11)
- 영등포 여의도 봄꽃축제 (2024.03)
- 문화가 흐르는 예술섬 노들 (2024.04)
- 2024 세계문화유산축전 익산 (2024.09)
- 한성백제문화제 폐막식 (2024.09)
- 양천구 파리공원문화축제 재즈,샹송의 밤(2024.10)
- 제34대 정신건강지킴이 위촉 (2024) 포르테나
- 수원화성 헤리티지콘서트 (2025.06)

## 인터뷰 및 기사
매거진
- 사랑을 노래하네,레제로테너 서영택 톱클래스 2023 8월
- cover story 포르테나 씨어터플러스 2024 2월
- 왓츠인마이백 경향신문 2024 4월
- 스타@스타일 앳스타일 2024 6월

e-매거진
- 뮤지컬 베르사유의 장미아트인사이트 리뷰 하단언급

비하인드 시리즈 (블로그포스트) 
- 포르테나시리즈

## 사랑을 노래하는 낭만테너
- 취미 - 등산,사진(풍경)촬영, 산책
- MBTI - ENTJ
- 별명 - 코알라,토끼,서다정,모범택시,감자(감성왕자),젤로
- 좋아하는 말은 “행복해서 웃는 것이 아니라 웃어서 행복하다”
- 사람과의 관계에서 중요하게 생각해는 키워드로 "정서적 교류"를 꼽았다.
- 자연, 특히 달을 사랑해서 달 사진을 자주 찍어보낸다.
- 각종 기념일과 국경일을 좋아한다. 국경일에는 닉네임에 태극기를 다는 편.
- 유료소통앱으로 하루도 빠짐없이 아침저녁 인사를 해준다.
- 기본이모티콘으로 그림그리기, 스토리만들기를 좋아한다.